# Sven Fricke
Sven Fricke (* 27. Dezember 1979 in Ost-Berlin) ist ein deutscher Schauspieler.

## Leben
Nach Abitur und Zivildienst begann Fricke ein Studium mit dem Berufsziel Lehrer. Nach wenigen Semestern bewarb er sich Anfang der 2000er Jahre zunächst erfolglos an einer Hamburger Schauspielschule. In den Proben für eine Inszenierung am Mecklenburgischen Landestheater Parchim stehend, erhielt er im Jahr 2003 schließlich doch noch eine Zusage von der Hochschule für Musik und Theater in Hamburg, an der er bis 2007 studierte. Hier wurde er unter anderem von Jutta Hoffmann unterrichtet.
In der Hansestadt machte er auch seine ersten Erfahrungen auf der Bühne. Bereits während seines Studiums spielte er an renommierten Bühnen wie dem Thalia Theater, den Hamburger Kammerspielen, auf Kampnagel und dem Malersaal des Deutschen Schauspielhauses. Nach seiner Ausbildung gastierte er am Theater Bremen, dem Nationaltheater Mannheim, wiederum in Hamburg am Altonaer Theater und dem Deutschen Theater in Berlin. 2011 wurde Fricke für seine Leistung in der Rolle des Frank Lehmann in dem Stück Neue Vahr Süd im Altonaer Theater mit dem Rolf-Mares-Preis ausgezeichnet.
Seit Mitte der 2000er Jahre arbeitet er auch vor der Kamera. Nach Gastrollen in verschiedenen Serien, gehört er seit 2012 (ab Folge 327 der 26. Staffel) als Polizeikommissar Daniel Schirmer zum Team des Großstadtreviers.
Im Februar 2012 wurde Fricke zum ersten Mal Vater. Er lebt in Hamburg.

## Filmografie (Auswahl)
- 2006: Das Duo: Der Sumpf
- 2007: Tatort – Schwelbrand
- 2007: Notruf Hafenkante – Alles hat seine Zeit
- 2007: Doppelter Einsatz – Belinda No. 5
- 2007: Vier sind einer zuviel
- 2008: Post Mortem – Beweise sind unsterblich – Tödliche Wolke
- 2008: Die Gerichtsmedizinerin – Jenny
- 2009: Tatort – Rabenherz
- seit 2012: Großstadtrevier (als PK Daniel Schirmer)
- 2015: SOKO Köln – Verfluchte Millionen
- 2017: Die Pfefferkörner und der Fluch des Schwarzen Königs
- 2019: Magda macht das schon! – Das neue Testament
- 2022, 2025: Die Kanzlei – Ohne Heimat, Altes Eisen
- 2023: HALB ZEHN – Episode "Babelsberg" als er selbst mit Volker Zack
- 2023: Hotel Mondial – Am Abgrund
- 2024: SOKO Leipzig – Vertrau mir

## Hörspiele
- 2012: Jähnickes Ohr – Autorin: Eva Lia Renegger – Regie: Stefanie Lazai

## Auszeichnungen
- 2005: Einzeldarstellerpreis für seine Rolle in Nitwits beim Schauspielschultreffen in Frankfurt/Main
- 2011: Rolf-Mares-Preis für die Darstellung des Frank Lehmann in Neue Vahr Süd im Altonaer Theater